# John Fearn (Philosoph)
John Fearn (* 11. Mai 1768 in Chatham, Kent; † 3. Dezember 1837 in Chelsea, London) war ein britischer Philosoph.
In seinen frühen Jahren diente er zwei Jahre als Midshipman auf der HMS Royal George und bereiste den Pazifik. Dieser Umstand führte dazu, dass er häufig mit dem gleichnamigen Walfänger John Fearn und Entdecker der Pazifikinsel Nauru verwechselt wird.

## Biographie
Als Philosoph war er Autodidakt in der Tradition John Lockes. Fearn befasste sich in streitbarer Form mit verschiedenen Bereichen der Natur-, Wahrnehmungs- und Sprachphilosophie, wo er in Konflikte mit seinen Zeitgenossen Dugald Stewart, David Brewster, Horne Tooke und Mary Shepherd geriet. Eine akademische Anerkennung seiner Sichtweisen blieb ihm versagt, was ihm Anlass zu ausgiebiger Polemik war.
Fearn hatte 1806 geheiratet und eine 1807 geborene Tochter, wurde aber kurz darauf Witwer und heiratete 1808 erneut. Die Ehe hatte aber nur kurzen Bestand, da die Ehefrau anderweitig geneigt war und Mutter einer Tochter wurde, die von Fearn nicht anerkannt wurde. Die Folge war eine ausgedehnte Auseinandersetzung mit dem Schwiegervater und eine gegen Fearn gerichtete Schmähkampagne, die möglicherweise dessen Gesundheit in Mitleidenschaft zog.

## Schriften
- An Essay on Consciousness, or a Series of Evidences of a Distinct Mind.  London 1810. 2. Aufl. 1812.
- A Review of First Principles of Bishop Berkeley, Dr. Reid, and Professor Stewart, with an indication of other principles. London 1813.
- An Essay on Immortality.  London 1814.
- A Demonstration of the Principles of Primary Vision, with the consequent state of Philosophy in Great Britain. London 1815.
- A Demonstration of Necessary Connection.  London 1815.
- A Letter to Professor Stewart on the Objects of General Terms, and on the Axiomatical Laws of Vision. London 1817.
- First Lines of the Human Mind. London 1820.
- Anti-Tooke; or an Analysis of the Principles and Structure of Language exemplified in the English Tongue. London 1824.
- A Manual of the Physiology of Mind, comprehending the First Principles of Physical Theology, with which are laid out the crucial objections to the Reideian Theory. To which is suffixed a paper on the Logic of Relation considered as a machine for Ratiocinative Science. London 1829.
- A Rationale of the Laws of Cerebral Vision, comprising the Laws of Single and of Erect Vision, deduced upon the Principles of Dioptrics. London 1830.
- The Human Sensorium investigated as to figure. London 1832.
- An Appeal to Philosophers by name on the Demonstration of Vision on the Brain, and against the attack of Sir David Brewster on the Rationale of Cerebral Vision. London 1837.